# Фебруарска осека (1907)
Фебруар 1907. је започео веома неповољно за српску организацију. Већ првог дана овога месеца успешни Џервинчев заступник, поручник Војин Поповић-Вук је оболео и вратио се у Србију. Војвода Петко Илић, после јануарских успеха, дошао је у сукоб са својим четницима. Већ 4. фебруара 1907. био је принуђен да због пијанства и непослушности одстрани из чете ђака Анту Денковића. Међутим овде није био крај Петкових малера; 18. фебруара из чете посредством Скопског одбора отерани и возом упућени у Врање четници-ђаци Ђорђе Јовановић, Милослав Стојковић и Љуба Милосављевић. Поред непослушности и пијанчења они су се, у присуству старешине манастира Св. Илије, договарали да Петка Илића убију или да га напусте и врате се у Србију. Скопски одбор је предложио Извршном одбору да их, примера ради, никако не остави без телесне казне. Истовремено затражио је двојицу добрих четника за Илићеву сасвим ослабљену чету. Извршни одбор је обећао да ће тражене четнике упутити 21. фебруара, али је тек 8. марта уместо двојице слао само једног-Драгољуба Џилића.

## Издаја четника
Десетог фебруара Михаило Ристић Џервинац је писмено известио Извршни одбор да је моћна турска потера од 800 војника, предвођена бимбашом, започела гоњење српских чета у Кумановској кази. Турској потери помагао је заробљени четник Славко Станисављевић, родом из Пожаревца. Он је са Турцима путовао преобучен у турску униформу и одавао јој је канале четника, четничке јатаке и српске сеоске прваке. Због тога се Михаило Ристић Џервинац одлучио да чете поступно пребаци у Србију. На терену су, ради одржавања морала међу становништвом, остали домороци Спаса Гарда, Јаћим Павловић, Денко Божиновић и Александар-Санда Арсић. Сваки је са собом имао по два-три четника, такође домороца. 
Да би ову замисао што лакше спровео у дело, наредио је српским четама да се повуку према северу на Козјак и Рујан. Поред тога, да би оправдао повлачење преко границе, турску потеру је преувеличао за 300 коњаника и једну брдску батерију.
Дана 13. фебруара 1907. упутио је преко границе чету Ђоирђа Соколовића с образложењем да је она изнурена јер се преко пет месеци налазила на терену и четовођа је оболео од јаког реуматизма. Убрзо потом и друге чете су прешле границу, укључујући чете Јаћима Павловића и Санде Арсића.
Реаговње Скопског и Извршног одбора
Са тезом Михаила Ристића Џервинца о потери као општој мери против српских чета није се сложио Скопски одбор, који у Џервинца није имао поверења. Већ после неколико дана, на основу разговора члана Скопског одбора са добро верзираним турским официром, испоставило се да је од укупно 60 кумановских коњаника у потери учествовала само једна десетина, слично је важило и за пешадију. Такође су установили да није било брдске артиљерије. Затим потеру су чиниле углавном сеоске посаде које су предводили кумановски кајмакам и бимбаша. Коначно, потера није била уперена против српских чета, већ против сеоских првака које је Славко Станисављевић издао. Скопски одбор у писму Извршном одбору, даље наводи да је ухапшен турски поручник Исмаил ефендија, опробани српски пријатељ, као и његов наредник. Зато се тражи од Извршног одбора да најстроже забрани свим војводама, а посебно Ђорђу Скопљанчету, да преговарају са турским официрима и чиновницима.
Овакви разговори, поред тога што не спадају у њихову надлежност, штетни су јер:
- утичу рђаво на становништво, нарочито у односу на бугарска села која се поносе непомирљивошћу према Турцима
- могу бити опасни због турске вероломности
- дају лошу слику странцима о моралу нашег рада, који се до сада високо ценио

Даље се тражи да Извршни одбор упућује чете мањим групама на терен и предлаже да се предвиђени продор Овчем пољу одгоди, јер је постојала могућност да је четник-издајица открио Турцима овај план.
Узимање села Никодима
Једини успех у фебруару је постигао војвода Јован Бабунски који је ушао у Никодим 21. фебруара 1907. Обавештена о доласку српске чете из села је побегла бугарска чета, па борбе није ни дошло. Са Бугарима побегло је још десет бугараша.

## Несугласице
Иако је за прековардарске чете било обезбеђено 600 берданки и 120.000 метака, снабдевање чета у осталим потребама није било ни равномерно ни задовољавајуће. У свом писму Централном одбору Бабунски је истекао да му је веза са Врањем прекинута, а да од Скопља није добио ништа. Због тога четници Јована Бабунског и Василија Трбића иду у проваљеној обући и поцепаној одећи. За разлику од фаворизованих поречких чета, које су далеко боље снабдеване, иако ништа не раде. Поред несугласица између Скопског одбора и Џервинца, дошло је до већих неспоразума на линији Централни одбор-Министарство иностраних дела. Тако да је Извршни одбор добијао различите поруке са исту ситуацију.
Поред свих ових несугласица бугарске комите су све више потискиване из Македоније. Расцеп унутар ВМОРО је био такав да су и македонски бугараши почели да губе поверење у њену моћ. ВМОРО није био способан да након турског убиства вође ВМОРОа (Дамјан Груев, убијен 1906) нађе адекватну замену. Од тада ВМОРО је била завађена на три дела, Централни одбор (Пера Тошев, Поп-Христов), ревизори (Сарафов, Пушкарев, Гавранов), званични представници (Горче Петров, Петар Поп-Арсов и Стефанов).
Један од примера распада ВМОРО је била ситуација у селу Тополчани код Битоља. Бугарскоме вођи Павлу Наумову се изјавили да су Срби и нису дужни да у село приме бугарску организацију.